# Glastonbury
Glastonbury (/ˈɡlæstənb(ə)ri/) es un pueblo de Somerset, Inglaterra, 45 kilómetros al sur de Bristol.
El pueblo es famoso por su historia, alrededor de la cual giran muchos mitos y leyendas. Además, el Festival de Glastonbury tiene lugar anualmente en el poblado cercano de Pilton. Entre los sitios de interés que se encuentran en el pueblo, están la colina de Glastonbury Tor y la Abadía de Glastonbury.
En Glastonbury hay un templo budista donde estuvo hospedado durante un tiempo en los años 70 el escritor Eckhart Tolle, autor del célebre libro El poder del Ahora.

## Historia y mitología
El pueblo tiene especial interés por una colina vecina llamada Glastonbury Tor, que sobresale del paisaje llano de los alrededores. Los mitos alrededor de esta colina tienen relación con José de Arimatea y el Santo Grial, así como el rey Arturo.
La leyenda de José de Arimatea supone que Glastonbury es la cuna de la cristiandad en las islas británicas, pues el personaje construyó la primera iglesia en suelo británico en Glastonbury Tor, aproximadamente 30 años después de la muerte de Jesucristo. Esta iglesia estaba destinada a albergar el Santo Grial. Se supone que José llegó a Glastonbury en barco, tras una inundación de la región de Somerset. Al desembarcar, el cayado de José de Arimatea se transformó milagrosamente en un arbusto espinoso que crece solamente en la región.

En algunas versiones de las leyendas artúricas, Glastonbury es frecuentemente identificado con el mítico Ávalon. El historiador galés Godofredo de Monmouth fue el primero en hacer esta identificación en 1133. Los monjes de la abadía de Glastonbury afirmaron en 1191 haber encontrado las tumbas de Arturo y Ginebra al sur de la abadía.

## El pueblo actual
Hoy en día, Glastonbury es un centro de peregrinaje y turismo religioso. Elementos de misticismo y paganismo coexisten con la mitología cristiana. Al igual que muchos pueblos de tamaño parecido, el centro no es actualmente tan próspero como lo era. Sin embargo, Glastonbury tiene un número considerable de comercios con productos "alternativos" de interés u origen pagano o mágico. En los alrededores, se está desarrollando un nuevo centro comercial.

## Galería

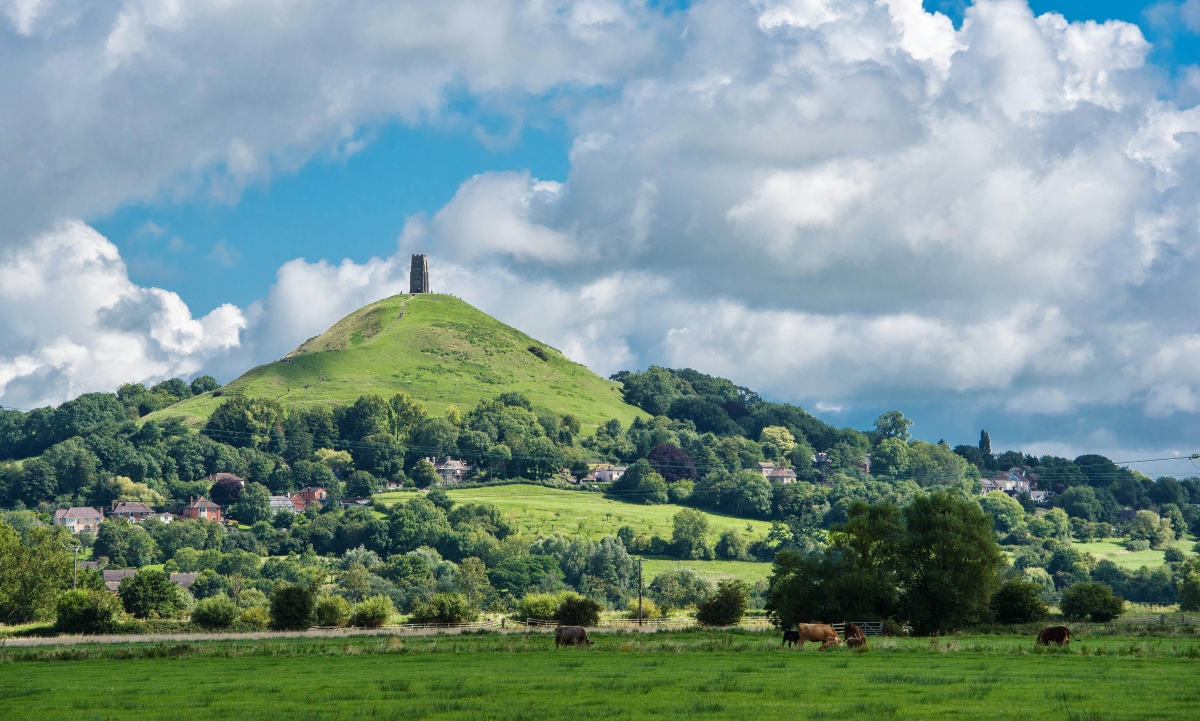
Glastonbury Tor
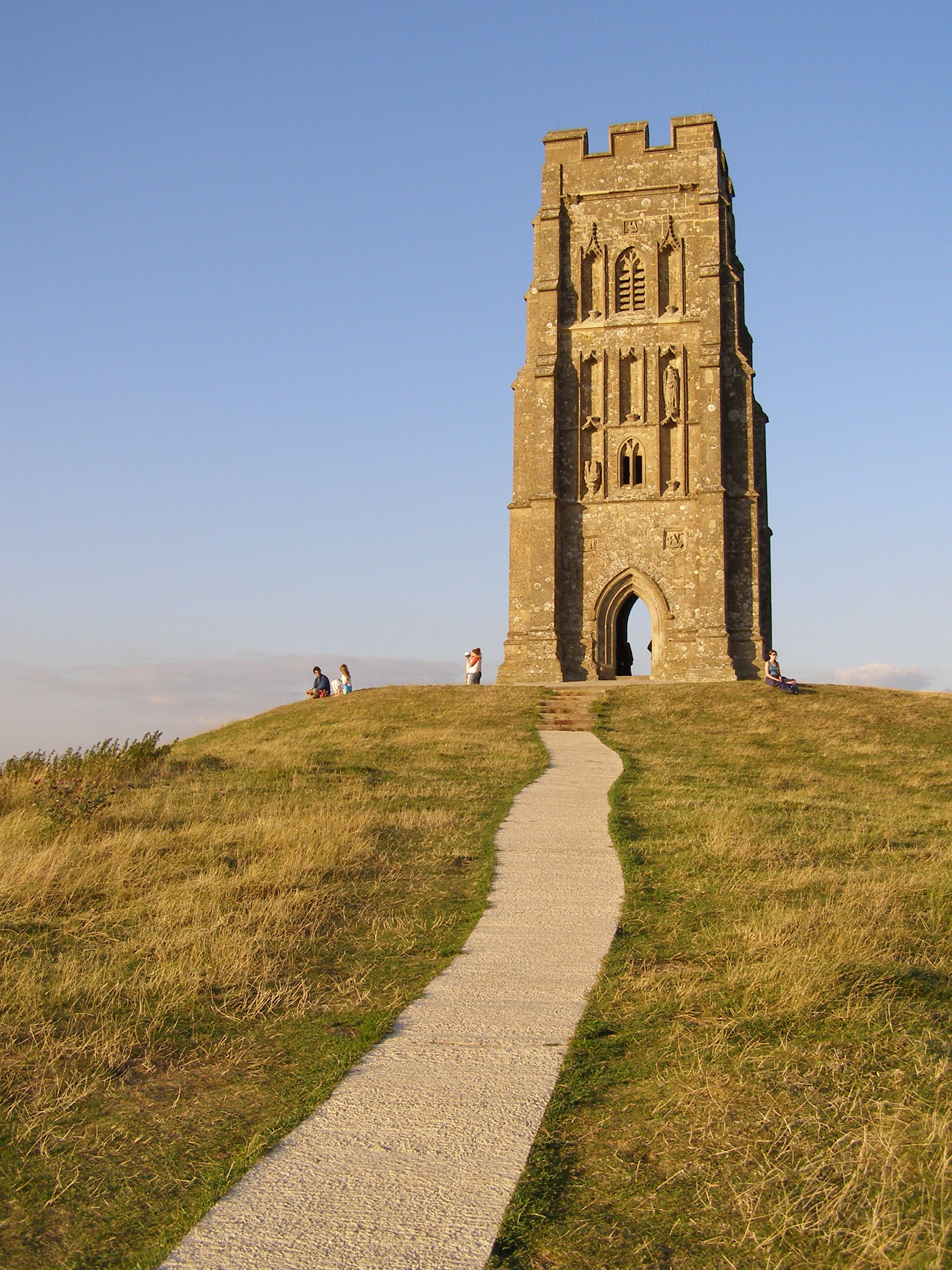
Ruinas de la Iglesia de San Miguel en la colina de Glastonbury Tor
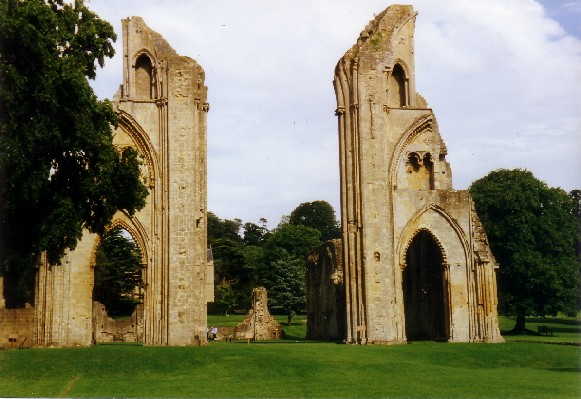
Abadía de Glastonbury